# Deutschland Cup 2019
30. ročník hokejového turnaje Deutschland Cup se konal od 7. do 10. listopadu 2019 v Krefeldu. Vyhrála jej hokejová reprezentace Švýcarska.

## Výsledky
| 7. listopadu 2019 16:15 | Slovensko | 2:5 (0:0, 0:3, 2:2) | Švýcarsko | Yayla Arena, Krefeld Návštěvnost: 2 900 |  |

| Přehled                                  |                                          |  |                                                                                                 |
| 55:56 Filip Krivošík 56:24 Andrej Kudrna | 55:56 Filip Krivošík 56:24 Andrej Kudrna |  | 30:38 Jason Fuchs 35:53 Alessio Bertaggia 37:19 Tyler Moy 56:58 Raphael Prassl 59:00 Pius Suter |

| 7. listopadu 2019 19:45 | Německo | 4:3 (1:2, 2:1, 1:0) | Rusko B | Yayla Arena, Krefeld Návštěvnost: 3 025 |  |

| Přehled                                                                               |                                                                                       |  |                                                              |
| 12:50 Daniel Pietta 22:58 Simon Sezemsky 34:25 Maximilian Kammerer 53:02 Felix Schütz | 12:50 Daniel Pietta 22:58 Simon Sezemsky 34:25 Maximilian Kammerer 53:02 Felix Schütz |  | 4:21 Pavel Porjadin 16:15 Andrej Jermakov 37:49 Arťom Volkov |

| 9. listopadu 2019 13:00 | Německo | 3:4 P (1:0, 0:1, 2:2, 0:1) | Švýcarsko | Yayla Arena, Krefeld Návštěvnost: 6 217 |  |

| Přehled                                                          |                                                                  |  |                                                                     |
| 3:51 Frederik Tiffels 47:22 Daniel Pietta 50:13 Daniel Fischbuch | 3:51 Frederik Tiffels 47:22 Daniel Pietta 50:13 Daniel Fischbuch |  | 32:09 Noah Rod 41:15 Pius Suter 52:09 Luca Fazzini 64:59 Pius Suter |

| 9. listopadu 2019 16:30 | Rusko B | 3:2 P (1:0, 0:1, 1:1, 1:0) | Slovensko | Yayla Arena, Krefeld Návštěvnost: 6 217 |  |

| Přehled                                                                |                                                                        |  |                                        |
| 19:11 Sergej Tolčinskij 41:24 Vladislav Kodola 60:44 Sergej Tolčinskij | 19:11 Sergej Tolčinskij 41:24 Vladislav Kodola 60:44 Sergej Tolčinskij |  | 27:01 Adam Liška 55:39 Filipk Krivošík |

| 10. listopadu 2019 11:00 | Švýcarsko | 3:4 SN (0:1, 1:1, 2:1, 0:0) | Rusko B | Yayla Arena, Krefeld Návštěvnost: 4 312 |  |

| Přehled                                                        |                                                                |  |                                                                                                |
| 21:36 Simon Le Coultre 41:25 Tyler Moy 46:22 Alessio Bertaggia | 21:36 Simon Le Coultre 41:25 Tyler Moy 46:22 Alessio Bertaggia |  | 18:13 Vladimir Bryukvin 28:11 Daniil Iljin 57:01 Ivan Igumnov rozhodující nájezd Arťom Galimov |

| 10. listopadu 2019 14:30 | Německo | 2:3 P (1:0, 1:1, 0:1, 0:1) | Slovensko | Yayla Arena, Krefeld Návštěvnost: 4 633 |  |

| Přehled                              |                                      |  |                                                          |
| 6:25 Andreas Eder 28:35 Andreas Eder | 6:25 Andreas Eder 28:35 Andreas Eder |  | 31:57 Matúš Sukeľ 55:52 Filip Krivošík 62:08 Peter Zuzin |

## Konečná tabulka
| Poř. | Tým       | Z | V | VP | PP | P | Skóre | B |
| ---- | --------- | - | - | -- | -- | - | ----- | - |
| 1.   | Švýcarsko | 3 | 1 | 1  | 1  | 0 | 12:9  | 6 |
| 2.   | Německo   | 3 | 1 | 0  | 2  | 0 | 9:10  | 5 |
| 3.   | Rusko B   | 3 | 1 | 2  | 0  | 1 | 10:9  | 4 |
| 4.   | Slovensko | 3 | 0 | 1  | 1  | 1 | 7:10  | 3 |

## Soupisky týmů
1.  Švýcarsko 

Brankáři: Joren van Pottelberghe, Gauthier Descloux, Melvin Nyffeler.

Obránci: Roger Karrer, Yannick Rathgeb, Andrea Glauser, Claude-Curdin Paschoud, Simon Le Coultre, Fabian Heldner, Dominik Egli, Samuel Kreis.

Útočníci: Guillaume Maillard, Raphael Prassl, Marco Müller, Alessio Bertaggia, Pius Suter, Noah Rod, Dario Simion, Luca Hischier, Ken Jäger, Thierry Bader, Luca Fazzini, Jason Fuchs, Tyler Moy, Marco Miranda.

Trenéři: Patrick Fischer, Lars Leuenberger, Tommy Albelin.
2.  Německo 

Brankáři: Niklas Treutle, Kevin Reich, Mathias Niederberger.

Obránci: Dominik Bittner, Mirko Sacher, Marco Nowak, Fabio Wagner, Jonas Müller, Bernhard Ebner, Colin Ugbekile, Marcel Brandt, Simon Sezemsky.

Útočníci: Maximilian Kastner, Tim Brunnhuber, Lucas Dumont, Sebastian Uvira, Maximilian Kammerer, Sven Ziegler, Felix Schütz, Tim Wolgemuth, Maximilian Daubner, Daniel Fischbuch, Alexander Oblinger, Daniel Pietta, Marcel Noebels, Frederik Tiffels, Andras Eder.

Trenéři: Toni Söderholm, Cory Murphy, Matti Tiilikainen.
3.  Rusko 

Brankáři: Andrej Tichomirov, Ilja Konovalov, Daniil Tarasov.

Obránci: Dmitrij Judin, Jegor Zajcev, Arťom Volkov, Andrej Jermakov, Vadim Kudako, Vladislav Provolněv, Jegor Voronkov, Alexander Šemerov, Ilja Karpuchin.

Útočníci: Sergej Tolčinskij, Kirill Voronin, Maxim Cyplakov, Vladislav Kodola, Georgij Ivanov, Pavel Porjadin, Daniil Vovčenko, Ivan Igumnov, Daniil Iljin, Danil Verjajev, Svjatoslav Grebenšikov, Vladimir Bryukvin, Arťom Galimov.

Trenéři: Oleg Brataš, Konstantin Gorovikov, Nikolaj Chabibulin, Vladimir Malachov.
4.  Slovensko 

Brankáři: Denis Godla, Andrej Košarišťan.

Obránci: Martin Štajnoch, Peter Čerešňák, Martin Chovan, Martin Bodák, Mislav Rosandić, Peter Trška, Patrik Koch, Marek Ďaloga.

Útočníci: Peter Zuzin, Dávid Gríger, Samuel Buček, Andrej Kudrna, Jakub Sukeľ, Adam Liška, Tomáš Zigo, Filip Krivošík, Marek Hrivík, Mário Lunter, Andrej Kollár, Peter Šišovský, Matúš Sukeľ.

Trenéři: Craig Ramsay, Ján Lašák, Ján Pardavý, Andrej Podkonický.